# Tjerni Vit
Tjerni Vit (bulgariska: Черни Вит) är ett distrikt i Bulgarien.   Det ligger i kommunen Obsjtina Teteven och regionen Lovetj, i den centrala delen av landet, 70 km öster om huvudstaden Sofia.
I omgivningarna runt Tjerni Vit växer i huvudsak lövfällande lövskog. Runt Tjerni Vit är det ganska glesbefolkat, med 32 invånare per kvadratkilometer.